# Primera División 1929/30
Die Primera División 1929/30 war die zweite Spielzeit der höchsten spanischen Spielklasse im Fußball. Sie startete am 1. Dezember 1929 und endete am 30. März 1930.

## Vor der Saison
- Als Titelverteidiger ging der erstmalige Meister FC Barcelona ins Rennen. Letztjähriger Vizemeister wurde Real Madrid.
- Aufsteiger gab es keine.

## Vereine
| Verein            | Stadt         | Stadion                     |
| ----------------- | ------------- | --------------------------- |
| FC Barcelona      | Barcelona     | Camp de Les Corts           |
| Español Barcelona | Barcelona     | Estadi Sarrià               |
| CD Europa         | Barcelona     | Camp del Guinardó           |
| Real Madrid       | Madrid        | Estadio de Chamartín        |
| Athletic Madrid   | Madrid        | Estadio Metropolitano       |
| Athletic Bilbao   | Bilbao        | Estadio San Mamés           |
| Real Sociedad     | San Sebastián | Estadio de Atotxa           |
| Arenas Club       | Getxo         | Estadio Municipal de Gobela |
| Racing Santander  | Santander     | Estadio El Sardinero        |
| Real Unión Irún   | Irun          | Stadium Gal                 |

## Abschlusstabelle
| Pl. | Verein                | Sp. | S  | U | N  | Tore    | Quote | Punkte |
| --- | --------------------- | --- | -- | - | -- | ------- | ----- | ------ |
| 1.  | Athletic Bilbao       | 18  | 12 | 6 | 0  | 063:280 | 2,25  | 30:60  |
| 2.  | FC Barcelona (M)      | 18  | 11 | 1 | 6  | 046:360 | 1,28  | 23:13  |
| 3.  | Arenas Club           | 18  | 9  | 2 | 7  | 051:400 | 1,28  | 20:16  |
| 4.  | Español Barcelona (P) | 18  | 9  | 2 | 7  | 040:330 | 1,21  | 20:16  |
| 5.  | Real Madrid           | 18  | 7  | 3 | 8  | 045:420 | 1,07  | 17:19  |
| 6.  | Real Unión Irún       | 18  | 6  | 5 | 7  | 048:520 | 0,92  | 17:19  |
| 7.  | Real Sociedad         | 18  | 5  | 4 | 9  | 034:370 | 0,92  | 14:22  |
| 8.  | Racing Santander      | 18  | 7  | 0 | 11 | 032:580 | 0,55  | 14:22  |
| 9.  | CD Europa             | 18  | 6  | 1 | 11 | 029:440 | 0,66  | 13:23  |
| 10. | Athletic Madrid       | 18  | 5  | 2 | 11 | 032:500 | 0,64  | 12:24  |

Platzierungskriterien: 1. Punkte – 2. Direkter Vergleich  – 3. Torquotient – 4. geschossene Tore
| (M) | Spanischer Meister 1929 |
| (P) | Pokalsieger 1929        |

## Kreuztabelle
| 1929/30           | Athletic Bilbao | FC Barcelona | Arenas Club | Español Barcelona | Real Madrid | Real Unión Irún | Real Sociedad | Racing Santander | CD Europa | Athletic Madrid |
| ----------------- | --------------- | ------------ | ----------- | ----------------- | ----------- | --------------- | ------------- | ---------------- | --------- | --------------- |
| Athletic Bilbao   |                 | 4:3          | 5:2         | 6:0               | 2:1         | 5:2             | 2:2           | 4:0              | 3:0       | 6:1             |
| FC Barcelona      | 1:1             |              | 3:1         | 5:4               | 1:4         | 4:2             | 3:0           | 5:0              | 2:1       | 4:2             |
| Arenas Club       | 3:3             | 1:3          |             | 2:0               | 5:1         | 7:2             | 3:1           | 5:1              | 2:3       | 2:1             |
| Español Barcelona | 2:2             | 4:0          | 1:0         |                   | 8:1         | 3:1             | 3:1           | 3:0              | 2:1       | 1:0             |
| Real Madrid       | 2:3             | 5:1          | 5:2         | 2:4               |             | 2:2             | 1:1           | 6:0              | 6:1       | 4:1             |
| Real Unión Irún   | 1:1             | 1:3          | 3:2         | 3:3               | 2:2         |                 | 3:2           | 6:3              | 3:4       | 8:2             |
| Real Sociedad     | 1:7             | 1:2          | 4:4         | 1:0               | 4:0         | 2:3             |               | 7:0              | 2:0       | 2:0             |
| Racing Santander  | 2:3             | 2:1          | 2:5         | 4:1               | 2:0         | 4:2             | 2:0           |                  | 6:0       | 3:2             |
| CD Europa         | 2:2             | 0:3          | 1:2         | 2:1               | 1:2         | 0:1             | 3:2           | 5:0              |           | 2:0             |
| Athletic Madrid   | 3:4             | 3:2          | 1:3         | 2:0               | 2:1         | 3:3             | 1:1           | 3:1              | 5:3       |                 |

## Nach der Saison
- 1. – Athletic Bilbao – Meister

Absteiger in die Segunda División
- 10. – Athletic Madrid

Aufsteiger in die Primera División
- Deportivo Alavés

## Pichichi-Trophäe
Die Pichichi-Trophäe wird jährlich für den besten Torschützen der Spielzeit vergeben.
| Pl. | Nat.         | Spieler             | Verein          | Tore |
| --- | ------------ | ------------------- | --------------- | ---- |
| 1   | Spanien 1875 | Guillermo Gorostiza | Athletic Bilbao | 19   |
| 2   | Spanien 1875 | Gaspar Rubio        | Real Madrid     | 18   |
|     | Spanien 1875 | Santiago Urtizberea | Real Unión Irún | 18   |
| 4   | Spanien 1875 | Víctor Unamuno      | Athletic Bilbao | 15   |
| 5   | Spanien 1875 | Luis Regueiro       | Real Unión Irún | 14   |

## Die Meistermannschaft von Athletic Bilbao
(Spieler mit mindestens 5 Einsätzen wurden berücksichtigt; in Klammern sind die Spiele und Tore angegeben)
| 1.              | Athletic Bilbao |
| Athletic Bilbao | - Tor: Gregorio Blasco (15/-) - Abwehr: José Castellanos (13/-); José Muguerza (17/-); Juan Urquizu (5/-); Careaga Urigüen (15/-) - Mittelfeld: Chirri II (17/7); Juan Garizurieta (17/1); Roberto (17/1) - Sturm: Bata (7/1); Guillermo Gorostiza (18/19); José Iraragorri (13/13); Lafuente (17/3); Víctor Unamuno (18/15) - Trainer: Fred Pentland |